# L'Art d'être français
Lettres à de jeunes philosophes
 (août 2021).
L'Art d'être français : Lettres à de jeunes philosophes est un essai politique du philosophe Michel Onfray paru en mai 2021 aux éditions Bouquins qui critique certaines idéologies et tendances que celui-ci attribue à la société française comme l’islamo-gauchisme, l’infantilisation, l’antifascisme, la déresponsabilisation ou le néo-féminisme.

## Contenu

### Couverture
La couverture est composée d’une image émanant du photographe et vidéaste Bernard Martinez. Elle représente une partie d'un village avec en fond une église.

### Citation en exergue
L'ouvrage contient la citation, mise en exergue, suivante de Friedrich Nietzsche tirée de L'Antéchrist, paragraphe 6 : « Je prétends que toutes les valeurs qui servent aujourd'hui aux hommes à résumer leurs plus hauts désirs sont des valeurs de décadence. »

### Sommaire
Michel Onfray aborde douze thèmes déclinés en douze lettres,:
- Lettre-préface : Le cimetière des vertus refusées
- Lettre 1 - Sur la France
- Lettre 2 - Sur la moraline
- Lettre 3 - Sur l'infantilisation
- Lettre 4 - Sur le néo-féminisme
- Lettre 5 - Sur le décolonialisme
- Lettre 6 - Sur l'islamo-gauchisme
- Lettre 7 - Sur l'antifascisme
- Lettre 8 - Sur la déresponsabilisation
- Lettre 9 - Sur la créolisation
- Lettre 10 - Sur l'art contemporain
- Lettre 11 - Sur l'écologisme
- Lettre 12 - Sur l'antispécisme
- Conclusion - Le sublime de la catastrophe

## Réception
Dans un éditorial du Point de mai 2021, Franz-Olivier Giesbert présente le livre ainsi :

« Dans le sillage de Nietzsche, l’ogre de Chambois (Orne) philosophe à coups de marteau et déconstruit sans pitié toutes les fausses idoles devant lesquelles la société française est priée de s’agenouiller : l’islamo-gauchisme, l’infantilisation, l’antifascisme, la déresponsabilisation, le néo-féminisme, etc.. »

Le 1er juin 2021, une antenne de Radio France internationale — RFI Roumanie — consacre une chronique bilingue à l’ouvrage. Le journaliste Virgil Tǎnase en décrit le contenu comme « sembl[ant] laisser filtrer quelque rayon de lumière au sein d’un paysage éditorial particulièrement sombre et empreint de désolation ». Selon lui, Michel Onfray adresserait ainsi à la jeunesse « une dizaine de lettres » qui, selon son propre ressenti, se déclineraient en « un manuel de survie précurseur du moment où, engloutie sous les ruines de notre civilisation, ressurgira[it] une ère nouvelle ».
Dans le magazine Le Courrier de l'Atlas, le journaliste Abdellatif El Azizi écrit : « Dans L'Art d'être français, un essai au vitriol, Michel Onfray taille dans le roc les passions du moment... [C']est un ouvrage plein de pompe, d'or et de majesté. Du bon Onfray, comme on l'aime, causitique, indécent, et qui tire sur tout ce qui bouge. Or tout ce qui bouge aujourd'hui, c'est un peu tout ce qui brille, et n'est pas forcément de l'or. »

## Présélection pour un prix littéraire
L'Art d'être français est sélectionné, le 30 septembre 2021, pour le « Prix Lamartine des départements de France ».